# 鐮型蝦屬
野獸鐮型蝦（學名：Falcatamacaris bellua）是鐮型蝦屬（學名：Falcatamacaris）的唯一一個種，也是模式種。鐮型蝦是一種在類肢綱底下的非三葉蟲型態類，生存在寒武紀古丈期晚期的美國。發現的化石幾乎都保存良好。由哈維爾·奧爾特加-赫南德茲（Javier Ortega-Hernández）等人於2014年發表鐮型蝦屬。

## 發現與命名
鐮型蝦的標本是在美國猶他州的衛奇斯组（Weeks Formation）發現的，編號為BPM 1022a/b，現在則是收藏在墨西哥東南的坎昆，還有一些關於標本的照片，屬於私人收藏。發現的化石標本，其中背面的外骨骼都很完整，還保存了消化組織和附肢的殘骸。
鐮型蝦的學名是來自拉丁文的falcatam，具有鐮刀的意思，是指鐮型蝦的殼很像鐮刀；caris是的原意是「螃蟹」，是許多海裡的甲殼動物的常用作學名的字尾；種小名的bellua，是野獸或是巨大的動物。

## 外觀
全身大約長12.6公分。頭甲很短但是比較寬，前面的邊緣是圓弧形，在頭甲的中間的兩端都有向後延伸的刺，還稍微一點凸出頭部的後面。頭甲佔了全身大約20%左右，邊緣為扁平的橢圓形，在頭甲中間有一對向後方突出的刺，且長度稍微凸出頭甲，後方還有往內縮一點點。頭部並沒有在化石上發現任何的眼睛、皺褶或蛻皮的痕跡，也沒有發現三葉蟲會有的口下板。身體是由11塊背甲組成的，第一個背甲最長，幾乎跟頭甲一樣長。

## 資料來源
1. 1 2 3 4 5  Ortega‐Hernández, Javier; Lerosey‐Aubril, Rudy; Kier, Carlo; Bonino, Enrico. . Palaeontology. 2014-10-24, 58 (2). ISSN 0031-0239. doi:10.1111/pala.12136.

### 註
1. ↑  BPM是博物館的簡稱，全名為＂Back to the Past Museum＂